# ギリアム郡 (オレゴン州)
ギリアム郡（英: Gilliam County）は、アメリカ合衆国オレゴン州にある郡の一つ。「ホイットマンの虐殺」後にオレゴン準州政府軍隊を指揮したコーネリアス・ギリアムの名に因み、1885年に設立された。2000年における人口は1,915人。郡庁所在地はコンドンである。

## 歴史

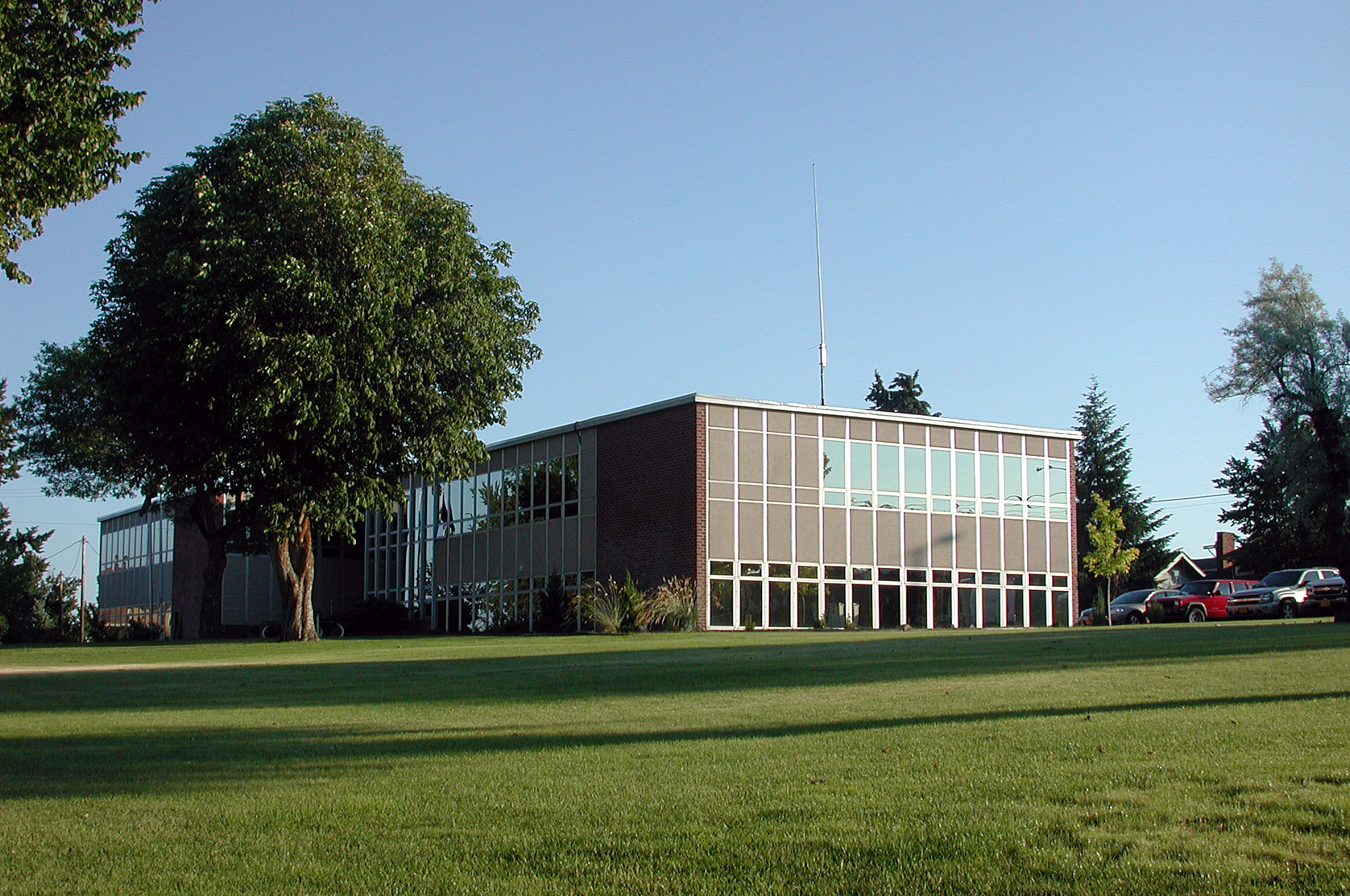
ギリアム郡庁舎（コンドン）

古くより、アメリカン・インディアンは漁業、狩猟、採集、貿易を行うため、後にギリアム郡となるこの土地に敷かれたくたびれた道を利用していた。しかし、どの部族もこの土地に定住したという主張は見られない。これらの道の多くは、現在でも農地のさまざまな場所で見ることができる。アメリカ先住民以外に初めてこの地域を訪れた人は、オレゴン街道を辿ってウィラメット渓谷に訪れる人々であった。19世紀の後半になると、アメリカ合衆国中西部・東部やヨーロッパから農場や集落の設置を目論む人々によって定住が始まった。入植者たちの中には、かつてウィラメット渓谷に入植した後に、この地に定住した「逆移動」者も多く見られた。
1885年2月25日、この地がワスコ郡の郡庁所在地ザ・ダルズから余りにも遠すぎるとして不満を訴えたワスコ郡の住民の運動を受けて、立法議会はワスコ郡の東部を分郡する形でギリアム郡を設立した。ギリアム郡の郡庁は当初アルカリ（現在のアーリントン）に置かれた。その後、恒久的な郡庁所在地を何処にするかという問題が浮上し、1886年、1888年、1890年に一般投票が行われた。その結果、郡庁はコンドン（初期の定住者からは「サミット・スプリングス」の名で知られた）に置かれることになった。郡庁所在地問題が解消するやいなや、今度は郡の住民は、コンドンに郡庁舎を設置することに対して反対の意思を表明した。このため、郡政府は二部屋しか持たない建物で行政を行わねばならず、1903年になって初めて郡が郡庁舎の建設に予算を充てることができた。郡庁舎は1954年に火災によって焼失し、翌年になって現行の郡庁舎に置き換えられた。

## 経済
ギリアム郡はコロンビア川台地の小麦栽培地域の心臓に位置する。郡の経済は農業に依存しており、小麦、大麦、肉牛を筆頭生産物としている。農地は広大にあり、平均農場規模は約4,200エーカー（17 km2）に上る。
郡内最多の雇用人数を有する企業は、ウェイスト・マネージメント社の子会社であり地域の廃棄物で埋立てをする企業である、ケミカル・ウェイスト・マネージメント・オブ・ノースウェスト社とオレゴン・ウェイスト・システムズ社の二社である。ギリアム郡は1トンの廃棄物につき1ドルの税を課しており、住民一人の平均財産税の約半分にあたる500ドル分を補える額の税を回収している。回収した税は、他の事業の基金としても活用される。
狩猟、漁業、観光は郡内では二番手の規模を誇る産業である。交通機関も地域経済に貢献している。2本の主要河川であるジョン・デイ川とコロンビア川は、ギリアム郡の東西を横切っているが、それに平行して州間高速道路84号西線も東西に走っている。南北に伸びるオレゴン州道19号線は郡の主要都市を結んでおり、ジョン・デイ渓谷を横断している。
2012年に集合型風力発電施設としてシェファード・フラット風力発電所が建設された。

## 政治
オレゴン州中部に位置するギリアム郡であるが、政治的にはオレゴン州東部の特徴と一致する。政党に所属する登録有権者の大半は、オレゴン州東部の多くの州と同じく、共和党の党員である。2008年大統領選挙の際、ギリアム郡の有権者の内58.36%が共和党のジョン・マケインに票を投じ、38.74%が民主党のバラク・オバマに票を投じ、2.88%が第三政党の立候補者に票を投じるかあるいはwrite-in candidateであった。これらの値は、それぞれ66.3%、32.5%、1.2%の結果となった2004年大統領選挙の時に比べて、微細ではありながらも確実に民主党への転換が見られる。

## 地理
アメリカ合衆国国勢調査局によれば、ギリアム郡の総面積は 3,167 km2 (1,223 mi2) で、その内 3,119 km2 (1,204 mi2) が陸地、49 km2 (19 mi2、1.53%) が水面であった。

### 隣接郡
- シャーマン郡 - 西
- ワスコ郡 - 南西
- ウィーラー郡 - 南
- モロー郡 - 東
- クリッキタト郡 - 北

## 人口動態
以下は2000年国勢調査による人口統計データである。
| - 人口: 1,915人 - 世帯数: 819世帯 - 家族数: 543家族 - 人口密度: 1人/km2（2人/mi2） - 住居数: 1,043軒 - 住居密度: 0軒/km2（1軒/mi2） 人種別人口構成 - 白人: 96.76% - アフリカン・アメリカン: 0.16% - ネイティブ・アメリカン: 0.84% - アジア人: 0.16% - 太平洋諸島系: 0.17% - その他の人種: 1.15% - 混血: 0.94% - ヒスパニック・ラテン系: 1.83% 祖先構成 - ドイツ系: 18.2% - アメリカ系: 18.1% - イングランド系: 12.6% - アイルランド系: 12.5% - スコットランド系: 5.3% 年齢別人口構成 - 18歳未満: 23.20% - 18-24歳: 5.40% - 25-44歳: 25.60% - 45-64歳: 26.70% - 65歳以上: 19.10% - 年齢の中央値: 43歳 - 性比（女性100人あたり男性の人口） - 総人口: 102.20 - 18歳以上: 96.30 | 世帯と家族（対世帯数） - 18歳未満の子供がいる: 27.60% - 結婚・同居している夫婦: 57.90% - 未婚・離婚・死別女性が世帯主: 5.90% - 非家族世帯: 33.60% - 単身世帯: 29.50% - 65歳以上の老人1人暮らし: 12.10% - 平均構成人数 - 世帯: 2.31人 - 家族: 2.85人 収入と家計 - 収入の中央値 - 世帯: 33,611米ドル - 家族: 41,477米ドル - 性別 - 男性: 30,915米ドル - 女性: 20,852米ドル - 人口1人あたり収入: 17,659米ドル - 貧困線以下 - 対人口: 9.10% - 対家族数: 6.70% - 18歳未満: 11.00% - 65歳以上: 6.60% |

## 都市と町
- コンドン
- アーリントン
- ロンロック

### 非法人地域
- ブラロック
- クレム
- ヘッパージャンクション
- メイビル
- ミッカロ
- オレックス
- ロッククリーク
- サーティーマイル